# فيرونيكا خاردينا
فيرونيكا خاردينا مواليد 29 أغسطس 1996، هي لاعبة كرة يد كازاخستانية تلعب كظهير أيسر. مثلت منتخب كازاخستان لكرة اليد للسيدات.

## سجل المنافسة
شاركت في البطولات التالية:
- بطولة العالم لكرة اليد للسيدات 2015